# Aleksandr Kirow
Aleksandr Kirow (kaz. Александр Киров; ur. 4 września 1984) – kazachski piłkarz, grający w klubie Szachtior Karaganda, do którego trafił w połowie 2011 roku. Występuje na pozycji obrońcy. W reprezentacji Kazachstanu zadebiutował w 2008 roku. Dotychczas rozegrał w niej 25 meczów (stan na 3.12.2012r.).